# سرانو
سرانو (به ایتالیایی: Sorano) یک کومونه در ایتالیا است که در استان گروستو واقع شده‌است. سرانو ۱۷۴٫۶۰ کیلومتر مربع مساحت و ۳٬۹۵۵ نفر جمعیت دارد و ۳۷۹ متر بالاتر از سطح دریا واقع شده‌است.